# William Vainqueur
William-Jacques Vainqueur (* 19. November 1988 in Neuilly-sur-Marne) ist ein französischer ehemaliger Fußballspieler.

## Karriere
Vainqueur begann seine Karriere beim FC Nantes, für den er im Februar 2007 in der Ligue 1 debütierte. 2011 wechselte er nach Belgien zum Europaligisten Standard Lüttich. 2014 zog er nach Russland zum FK Dynamo Moskau weiter. 2015 wechselte er nach Italien zur AS Rom, für die er im September 2015 in der Champions League debütierte.
Am 31. August 2016 kehrte Vainqueur in sein Heimatland zurück und unterzeichnete bei Olympique de Marseille aus der Ligue 1 einen Leihvertrag.
Zur Saison 2017/18 wechselte er zum türkischen Erstligisten Antalyaspor. Im Januar 2019 wurde er für den Rest der Saison an den AS Monaco ausgeliehen. Aufgrund mehrerer Verletzungen sowie einer Sperre nach einer roten Karte für zwei Spiele stand Vainqueur nur bei drei Ligaspielen für Monaco auf dem Platz.
Für die Saison 2019/20 wurde er an den FC Toulouse ausgeliehen.